# 5163 Vollmayr-Lee
5163 Vollmayr-Lee eller 1983 TD2 är en asteroid i huvudbältet som upptäcktes den 9 oktober 1983 av den amerikanska astronomen Joe Wagner vid Anderson Mesa Station. Den är uppkallad efter Katharina Vollmayr-Lee.
Asteroiden har en diameter på ungefär 6 kilometer.